# Lycoming R-680
Le Lycoming R-680 est un moteur d'avion produit à partir de 1930 par Lycoming Engines. Premier moteur aéronautique de l'entreprise, c'est un neuf cylindres en étoile, refroidi par air. C'est le seul moteur de ce type produit en série par Lycoming, qui s'est ensuite spécialisé (jusqu'au XXIe) dans les moteurs à plat.
Le développement du moteur commence dans la deuxième moitié des années 1920 chez Cord. Le projet est transféré chez Lycoming, qui appartient au même groupe, et la production est mise sur pied dans l'usine de Williamsport (Pennsylvanie), qui produisait auparavant des machines à coudre.
Conformément à la désignation des moteurs dans les forces armées américaines, la lettre R exprime la disposition du moteur (Radial, ou en étoile), et 680 correspond à sa cylindrée exprimée en pouces cubiques (soit un peu plus de 11 litres). Plusieurs versions du moteur sont produites de 1930 à 1945, avec des puissances se situant entre 210 et 300 chevaux. Ce sont des moteurs à prise directe (sans réducteur), et dotés d'un compresseur centrifuge de suralimentation actionnée par le vilebrequin. Ils fonctionnent avec une essence à faible indice d'octane.

## Avions utilisant ce moteur
Le moteur est utilisé sur des avions assez légers, presque tous sont des avions d'entraînement. 
- Beechcraft AT-10 Wichita
- Boeing-Stearman PT-13 (certaines versions)
- Cessna AT-8/AT-17 (certaines versions)
- Curtiss-Wright AT-9
- Fleetwings BQ-2 (prototype de drone d'assaut)
- Spartan NP-1
- Stinson SM-6000 (avion de ligne trimoteur)
- Stinson Reliant
- Stinson L-1 Vigilant
- Waco S series (en)

## Moteurs similaires
- Armstrong Siddeley Cheetah
- Bristol Titan
- Continental R-670
- Curtiss R-600 Challenger (en)
- Jacobs R-755
- Kinner C-5 (en)
- Lorraine 7M Mizar (en)
- Wright Whirlwind
- Wolseley Aries (en)